# Ceryx terminalis
Ceryx terminalis là một loài bướm đêm thuộc phân họ Arctiinae, họ Erebidae.